# Comuna Castranova, Dolj
Castranova este o comună în județul Dolj, Oltenia, România, formată din satele Castranova (reședința) și Puțuri.
Comuna Castranova este situată în jumătatea sudică a județului Dolj, la sud de municipiul Craiova, reședința județului, la o distanță de 35 km pe șoseaua județeană Craiova–Leu-Vișina.
Are în componență satele Castranova și Puțuri.
- Suprafață: 6776 ha
- Populația: 3644 ha
- Suprafață intravilan: 453,51 ha
- Suprafață extravilan: 6292,49 ha
- Nr. gospodării: 1264
- Nr. locuințe: 1426
- Nr. grădinițe: 2
- Nr. școli: 3
- Activități zonale: activități agricole

## Activități economice
Principala ocupație a localnicilor este agricultura. Predomină culturile de porumb și grâu, dar și plantațiile de legume (roșii, castraveți, fasole, varză, ardei). Creșterea animalelor este de asemenea o altă activitate economică a comunei, în fiecare gospodărie existând în acest sens câte o mică fermă. De neglijat nu sunt nici domeniile viticole. Atrasă de salariile mari și nivelul ridicat de trai din țările dezvoltate ale Uniunea Europeană, cea mai mare parte a forței tinere de muncă a emigrat, în principal în țări apropiate din punct de vedere lingvistic, precum Italia și Spania, unde lucrează tot în agricultură. În comună se mai desfășoară și activități de comerț, existând de-a lungul drumului principal mai multe magazine, terase dar și o discotecă.

## Transport
Comuna Castranova se situează la o distanță de aproximativ 35 de km de centrul orașului Craiova. Principalul drum de acces este DJ Craiova-Carcea-Coșoveni-Leu-Puțuri-Castranova-Apele Vii-Celaru-Amărăștii de Sus-Vișina. Transportul Public este asigurat de mai multe firme de microbuze și autobuze. Principala societate asigură legătura cu orașul la o frecvență de 60 de minute în timpul săptămânii. Curse Craiova-Puțuri-Castranova: 7:20, 8:20, 9:20, 10:20, 11:20, 12:20, 13:20, 14:20, 15:20, 16:20, 17:20, 18:20, 19:20; Curse Castranova-Puțuri-Craiova: 5:45, 6:30, 7:15, 8:30, 9:30, 10:30, 11:30, 12:30, 13:30, 14:30, 15:30, 16:30, 17:30, 18:30. La minutul 30 al fiecărei ore menționate microbuzul pleacă spre Castranova din stația "Peco-Calul Mort". Stații în Craiova: Service "Poiana", Spitalul Militar, Centrul Comercial Bănie, Calul Mort; Stații în Castranova: Stația principală amenajată în centrul comunei, vis-a-vis de căminul cultural. O călătorie până în Puțuri sau Castranova costă 5 RON și durează aproximativ 40 de minute.

## Utilități
- Un nou sistem de distribuție a apei potabile a fost pus în funcțiune la puțin timp după aderarea României la UE. Acesta se întinde pe toată suprafața comunei. De asemenea s-au demarat lucrările de asfaltare și pe alte străzi decât cea principală. Cea mai mare parte a drumurilor din comună este pietruită, în viitorul apropiat urmând asfaltarea;
- Conexiune la internet (modem) asigurată de Romtelecom-Clicknet, sau wireless de la diverse rețele de telefonie mobilă. Acoperire acceptabilă: Cosmote, Orange, Vodafone. Acoperire aproape inexistentă: Digi Mobil;
- Televiziune prin cablu: DTV Media Sat
- Un dispensar medical, 2 grădinițe, 4 școli cu clasele I-VIII;
- Un cămin cultural recent reabilitat unde se pot desfășura activități diverse;
- Un lac numit "Baraj" unde se pot desfășura activități piscicole (cu permis eliberat de primăria comunei); scăldatul în lac este strict-interzis, datorită adâncimii acestuia dar și vegetației acvatice.
- Un sistem de irigații (nefuncțional) - a funcționat o perioadă foarte scurtă de timp. În anul în care a fost pus în funcțiune (1989) a fost oprit, nemaifiind apoi repornit. Managementul prost și perioada de haos de după Revoluția din 1989 au adus sistemul într-o stare avansată de degradare, în care se află și acum. Doar canalul, câteva țevi ruginite și câteva mici clădiri în paragină mai aduc aminte de existența acestuia. Din punct de vedere economic, o eventuală repunere în funcțiune a acestuia ar avea un impact pozitiv asupra zonei, însă nu se află printre prioritățile primăriei care nu a făcut în ultimii 20 de ani niciun demers în acest sens, chiar dacă Uniunea Europeană a pus la dispoziția României zeci de miliarde de €.

## Demografie
Componența etnică a comunei Castranova
     Români (95,15%)
     Romi (1,56%)
     Alte etnii (0,09%)
     Necunoscută (3,2%)
Componența confesională a comunei Castranova
     Ortodocși (96,26%)
     Alte religii (0,39%)
     Necunoscută (3,35%)
Conform recensământului efectuat în 2021, populația comunei Castranova se ridică la 3.341 de locuitori, în scădere față de recensământul anterior din 2011, când fuseseră înregistrați 3.394 de locuitori. Majoritatea locuitorilor sunt români (95,15%), cu o minoritate de romi (1,56%), iar pentru 3,2% nu se cunoaște apartenența etnică. Din punct de vedere confesional, majoritatea locuitorilor sunt ortodocși (96,26%), iar pentru 3,35% nu se cunoaște apartenența confesională.

## Politică și administrație
Comuna Castranova este administrată de un primar și un consiliu local compus din 13 consilieri. Primarul, Dumitru Măceșanu[*], de la Partidul Național Liberal, este în funcție din 2012. Începând cu alegerile locale din 2024, consiliul local are următoarea componență pe partide politice:
|  | Partid                    | Consilieri | Componența Consiliului | Componența Consiliului | Componența Consiliului | Componența Consiliului | Componența Consiliului | Componența Consiliului | Componența Consiliului | Componența Consiliului | Componența Consiliului | Componența Consiliului | Componența Consiliului |
|  | ------------------------- | ---------- | ---------------------- | ---------------------- | ---------------------- | ---------------------- | ---------------------- | ---------------------- | ---------------------- | ---------------------- | ---------------------- | ---------------------- | ---------------------- |
|  | Partidul Național Liberal | 11         |                        |                        |                        |                        |                        |                        |                        |                        |                        |                        |                        |
|  | Partidul Social Democrat  | 2          |                        |                        |                        |                        |                        |                        |                        |                        |                        |                        |                        |